# راندولف ماهافي
راندولف ماهافي (بالإنجليزية: Randolph Mahaffey)‏ مواليد 28 سبتمبر 1945 في لاغرانغ، هو لاعب كرة سلة أمريكي سابق. بدأ مسيرته الاحترافية في سنة 1967م. تم اختياره من قبل فريق لوس أنجلوس ليكرز خلال الدرافت. يبلغ طوله 6 قدم 7 بوصة (2.0 م). اعتزل اللعب في 1971م. لعب مع بروكلين نتس وكارولاينا كوغارز.

## روابط خارجية
- راندولف ماهافي على موقع سبورتس رفرنس (الإنجليزية)
- راندولف ماهافي على موقع كلية كرة السلة في سبورتس رفرنس.كوم (الإنجليزية)
- راندولف ماهافي على موقع ريلجم (الإنجليزية)
- راندولف ماهافي على موقع بروبوليرز (الإنجليزية)